# Pseudonapomyza philippinensis
Pseudonapomyza philippinensis este o specie de muște din genul Pseudonapomyza, familia Agromyzidae, descrisă de Spencer în anul 1961. Conform Catalogue of Life specia Pseudonapomyza philippinensis nu are subspecii cunoscute.